# 阮氏金銀
阮氏金銀（發音：[ŋwiən˦ˀ˥ tʰi˧˨ʔ kim˧˧ ŋən˧˧]；1954年4月12日—），女性，槟椥省人，越南政治人物。曾任越共中央政治局委员、越南国会主席。

## 生平
1981年12月9日加入越南共产党。曾任越南财政部副部长、越共海阳省省委书记及越南劳动、荣军和社会事务部部长、第十二届越南国会议员。2011年7月23日任越南国会副主席；2013年5月，补选为越南共产党中央政治局委员。她还同时担任越南国会中越友好小组主席。2016年3月31日任越南国会主席，是越南首位女性國會主席，2021年卸任退休。

## 荣誉

### 越南勋章奖章
- 民族大团结勋章（2021年1月6日颁发[6]）

### 外国勋章奖章
- 旭日大绶章（日本，2023年11月3日公布[7]）